# Uglješ
Uglješ är en ort i Kroatien.   Den ligger i länet Baranja, i den östra delen av landet, 210 km öster om huvudstaden Zagreb. Uglješ ligger 84 meter över havet och antalet invånare är 507.
Terrängen runt Uglješ är mycket platt. Runt Uglješ är det glesbefolkat, med 16 invånare per kvadratkilometer. Närmaste större samhälle är Osijek, 12,6 km söder om Uglješ. Trakten runt Uglješ består till största delen av jordbruksmark.